# مايكل بيكر
مايكل بيكر (بالإنجليزية: Michael A. Baker)‏ (و. 1953 – م) هو ضابط، ورائد فضاء من الولايات المتحدة الأمريكية . ولد في ممفيس، تينيسي .

## ريادة الفضاء
شارك في المهمات الفضائية:
- STS-42[2]
- STS-81[2]
- STS-68[2]
- STS-52[2]
- STS-43.

## التعليم
تعلم في جامعة تكساس، أوستن

## الخدمة العسكرية
خدم في بحرية الولايات المتحدة.

## جوائز
حصل على جوائز منها:
- جائزة الشجاعة طيران
- وسام "العمل الشجاع في الحرب الوطنية العظمى 1941-1945
- وسام الاستحقاق.